# Anacinaces ochriventris
Anacinaces ochriventris là một loài ruồi trong họ Asilidae. Anacinaces ochriventris được Becker miêu tả năm 1925. Loài này phân bố ở miền Ấn Độ - Mã Lai.